# Sono de Inverno
Kis Uykusu (bra/prt: Sono de Inverno)  é um filme teuto-franco-turco de 2014, do gênero drama, dirigido por Nuri Bilge Ceylan, com roteiro dele e Ebru Ceylan baseado no conto "A Esposa", de Anton Tchekhov, e com um subenredo de Os Irmãos Karamazov, de Fiódor Dostoiévski.
O enredo passa-se na península anatoliana e examina as diferenças que separam os ricos dos pobres na Turquia, bem como dos poderosos e dos fracos.
Rebatizado em inglês como Winter Sleep, conquistou a Palma de Ouro no Festival de Cinema de Cannes de 2014 e o prêmio da Federação Internacional de Críticos de Cinema, o Prêmio FIPRESCI. Foi selecionado como representante turco para à 87ª edição do Óscar na categoria de Melhor Filme Estrangeiro, apesar de não ter sido nomeado.
No Brasil, foi lançado nos cinemas pela  Alpha Filmes e a Pandora Filmes em 30 de abril de 2015. Em setembro de 2021, a Alpha Filmes e a Fênix Filmes iniciaram a pré-venda no Brasil da edição limitada e definitiva do filme em DVD em parceria com a Versátil Home Vídeo que será lançado exclusivamente na loja virtual VersátilHV na caixa da Coleção Nuri Bilge Ceylan junto com Ahlat Ağacı.

## Enredo

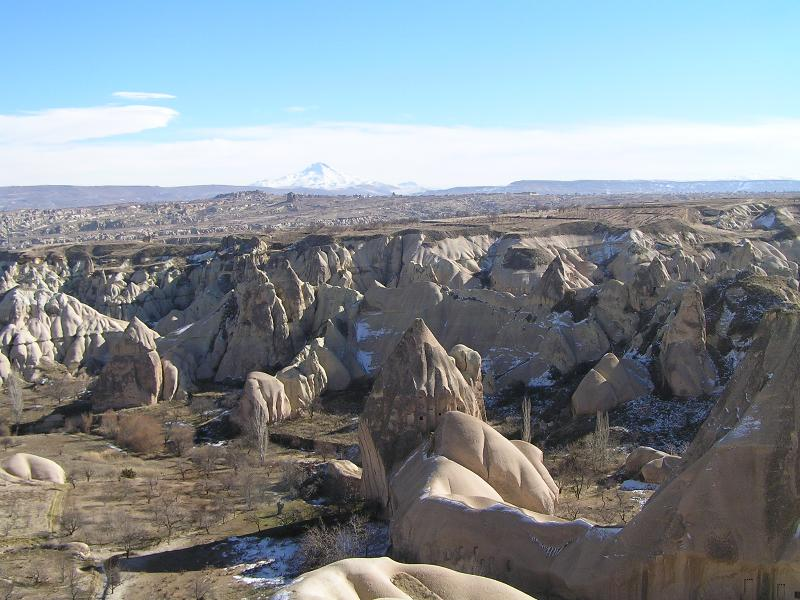
Fotografia da Capadócia, onde passa-se o enredo.

Sono de Inverno narra a história do Sr. Aydın, um ex-ator que agora gerencia um hotel nas montanhas ao mesmo tempo em que lida com seu casamento problemático. Aydın acaba por mostrar-se uma espécie de líder da região, intervindo nos negócios dos moradores da cidade ao sopé da montanha, sendo que, na verdade, quase todos, incluindo sua esposa, desprezam-no. Redige uma coluna pomposa no jornal local e está escrevendo um livro sobre a história do teatro turco. Quando a temporada de neve começa, os hóspedes do hotel voltam a suas casas e a tensão entre Aydın, sua esposa, sua irmã que vive com ele e os camponeses revela-se através de longos diálogos. Os diálogos compõem grande parte do filme, que reserva pouco espaço para as ações internas dos personagens.
O filme começo com um enquadro de um campo enevoado, onde um homem está sentando sozinho sobre as pedras, fumando, as fumaças do cigarro subindo sobre a grama seca. Esse homem atravessa então o campo e segue em direção à colina, onde encontra um hotel construído dentro de uma caverna. Aydın dirige seu carro por entre as falésias da Capadócia quando uma pedra atinge e quebra a janela do passageiro da frente. Foi jogada por Ilyas, um garoto pobre, cujas motivações são inicialmente explicitadas como travessura infantil, mas que mais tarde revelam-se ligar a uma dívida que seu pai, Ismail, tem com Aydın, o dono de sua terra, e que não consegue pagar. Acaba por ser revelado que Aydın, inclusive, está prestes a expulsar a família do lugar e já tomou-lhes a geladeira e a televisão. Mais tarde esse incidente dá ímpeto a uma briga entre Islail e o motorista do caminhão. A cena é destacada pelos críticos e pelo diretor por ser o primeiro, dentre vários, exemplo em que Aydın demonstra indiferença frente a problemas alheios.
Aydın goza de uma vida mais idílica do que a dos outros habitantes do lugar não só no sentido econômico, que vem de seu hotel, mas também de sua fama local decorrente de sua carreira de ator quando jovem e suas colunas regulares que agora escreve para o jornal local, o Vozes da Estepe. Educado e rico, com grande conhecimento sobre teatro turco, o qual pretende converter em um livro em algum dia, ele gerencia um pequeno hotel com sua jovem esposa Nihal. Uma vida que inicialmente é mostrada como típica, entretanto, revela-se afinal permeada de inimizades antigas entre ele e seus conterrâneos. Até sua esposa nutre uma inimizade por ele, já que ele frequentemente debocha de suas tentativas de levantar fundos de caridade e de ser uma contadora, algo que ela tenta através de seus ensinos; ele, entretanto, como professor, desdenha-a, chamando-a de pequena aluna. Somente uma pessoa da vila tenta aproximar-se efetivamente dele, Hamdi, irmão de Ismail, um camponês ansioso para agradar que chega inclusive a levar Ilys consigo tentando fazê-lo desculpar-se pelo vidro quebrado. Aydın, entretanto, irrita-se com as tentativas, e como represália insulta polidamente Hamdi em sua coluna no jornal. Somente a irmã de Aydın o critica abertamente desde o início, atacando sua escrita sob a impressão de que ele escreve como um escritor que adota certas posições somente para tornar-se popular, que remetem um pouco a um sentimentalismo. Essa impressão, entretanto, é mudada no decorrer do filme, quando novas conversas lançam outras luzes sobre o incidente inicial, feitas entre ele, sua esposa e sua irmã em questões como responsabilidade civil e maldade.

## Elenco
- Haluk Bilginer como Aydın
- Demet Akbağ como Necla
- Melisa Sözen como Nihal
- Ayberk Pekcan como Hidayet
- Tamer Levent como Suavi
- Nejat İşler como Ismail
- Serhat Kılıç como Hamdi

## Produção
O filme foi produzido pela produtora do diretor, a NBC Film, junto com a produtora turca Zeynofilm, a alemã Bredok Film Production e a francesa Memento Films,[carece de fontes?] e distribuído no Reino Unido pela New Wave Films. Recebeu € 450,000 do conselho europeu de cinema Eurimages. As filmagens foram feitas durante dois meses de inverno na Capadócia, seguidas por quatro semanas em cenas de estúdio em Istambul. Foi filmado com uma câmera Sony F65.

## Recepção
O filme conquistou a Palma de Ouro da 67ª edição do Festival de Cinema de Cannes. Era o maior longa-metragem em disputa, e marcou um avanço na carreira de Nure Bilge Ceylan, que já tinha ganhado antes duas vezes o Grande Prêmio (por Uzak, de 2002, e Era uma Vez na Anatólia, de 2011), o segundo de maior importância do festival, e o Prêmio de Melhor Diretor por Three Monkeys, de 2008.
Ceylan disse em seu discurso de aceitação que foi “uma grande surpresa” a vitória, comentando a coincidência pelo fato de em 2014 o cinema turco ter completado 100 anos. Fazendo uma referência tácita aos protestos na Turquia em 2013 e 2014 e que levaram à morte de 11 pessoas, o diretor disse, “Eu quero dedicar este prêmio a todos os jovens da Turquia, incluindo aqueles que perderam suas vidas”. Também mencionou os trabalhadores mortos no desastre na mina em Soma, que ocorreu um dia antes do festival começar.
Apesar de ter feito o público e a crítica hesitarem um pouco pelos longos diálogos e pelos 196 minutos de filme, logo no início do festival já era um dos favoritos a levar a Palma de Ouro, quando foi exibido no terceiro dia. Em um artigo escrito para o The Guardian sobre os filmes exibidos em Cannes, o crítico Xan Brooks disse que “aos trancos e barrancos, este é um filme deslumbrante. No seu auge, Winter Sleep mostra que Ceylan é tão rigoroso psicologicamente quanto, à sua própria maneira, Ingmar Bergman, que o foi antes dele”. Robbie Collin, crítico do The Telegraph, escreveu que o filme “é algo diabolicamente inteligente do diretor, capaz de levar-nos de volta a limites conhecidos do cinema, e também a limites que o próprio cinema espera de nós: um poderoso conto sobre o que acontece a um homem quando o seu coração entra em hibernação”.
No Rotten Tomatoes, baseado em 9 resenhas, Winter Sleep conta com uma pontuação de 71%, com uma nota média de 6,9/10. No Metacritic, baseado em oito resenhas, o filme recebeu 83 pontos, sendo classificado como Aclamação universal pelo site.
O site Indiewire elogiou o filme e definiu-o como um “retrato memorável e soberbamente feito de um proprietário rico e egocêntrico e das várias figuras afetadas pelo seu império”; enquanto o The Telegraph chamou-o de “um filme audaz, bonito – e muito longo – sobre um casamento frustrado”; e o The Guardian deu-o uma resenha onde o filme é descrito como um “duro estudo de um personagem” e um “filme deslumbrante”, destacando a “incrível atuação” de Haluk Bilginer. Outra resenha positiva veio da Variety, onde o crítico Justin Chang chamou o filme de uma “experiência ricamente envolvente” e afirmou que Nuri Bilge Ceylan alcançou seu “ápice” com Winter Sleep. Outro crítico, Ben Kenigsberg, notando que Winter Sleep era o filme mais longo na competição em Cannes, colocou, no site do crítico Roger Ebert, que desde o início o filme já era um favorito para os prêmios, comentando que achou “o lento desenrolar das características dos personagens bastante devastador”.
Outras resenhas positivas vieram: Karin Badt, resenhista do Huffington Post, chamou o longa-metragem de uma “obra-prima”, e destacou que nele há “movimentação e crescimento e auto realização” nos personagens, nenhum dos quais é “preto-e-branco”, afinal definindo que o final do filme é “ambíguo”, deixando partes de si para a interpretação do espectador. O site independente Way Too Indie deu 9,7 pontos de 10 para o filme, comentando: “O que Bela Tarr fez com imagens, Nuri Bilge Ceylan incrementa com diálogo; há inclusive cem por cento de assimilação. Você literalmente perde-se dentro desse mundo que parece bambear entre a periferia da própria humanidade. Mas, acredite ou não, esse é só o começo. Se você der a mão e confiar em Ceylan e sua trupe de atores brilhantes, toda ação revelará significados profundos, cada quadro conterá detalhes significantes e você sairá do cinema completamente saciado”. A revista TIME afirmou que não foi surpresa Winter Sleep ter vencido o prêmio e colocou que ele: “investiga o psicológico de um proprietário turco enquanto confronta crises de sua jovem esposa, sua irmã e seus arrendatários lesados”. O The Irish Times chamou o filme de “fantástico” e comentou: “Tão vagaroso é Winter Sleep que faz com que Era uma Vez na Anatólia, seu último filme, parecer um episódio de The A-Team”. O site britânico CineVue afirmou que, enquanto o filme anterior, Era uma Vez na Anatólia, teria sido baseado em Dostoiévski, Winter Sleep inspirou-se em Chekhov. Também disse que: “O ritmo do último de Ceylan será inevitavelmente um obstáculo para muitos espectadores, como uma chama que queima lentamente com inúmeras cenas e diálogos rodados em uma calma crescente que torna-se cada vez mais despreocupada quanto mais assemelha-se com uma maratona de confrontos”.

## Prêmios
| Ano  | Prêmio             | Categoria       | Indicado(s)       | Resultado |
| ---- | ------------------ | --------------- | ----------------- | --------- |
| 2014 | Festival de Cannes | Palma de Ouro   | Nuri Bilge Ceylan | Venceu    |
| 2014 | Festival de Cannes | Prêmio FIPRESCI | Nuri Bilge Ceylan | Venceu    |